# Pista Aérea Germán Pomares Ordoñez
Pista Aérea Germán Pomares Ordoñez (engelska: Chinandega Airport) är en flygplats i Nicaragua. Den ligger i den västra delen av landet.